# Il sole nella pelle
Il sole nella pelle è un film italiano del 1971 diretto da Giorgio Stegani.

## Trama
Lisa è una ragazza emancipata che ama la compagnia dei suoi amici hippy ed i party spensierati con la chitarra. Il papà Marco ha una mentalità opposta alla figlia: mentre lei non distingue gli amici in base alle condizioni sociali, egli detiene un posto nella ricca borghesia industriale e guarda con discriminazione la gioventù degli hippy, che dice "piena di poveracci".
Lisa ha solo sedici anni e si innamora di un hippy povero ma bello: Robert, di diciannove anni; prova a presentarlo ai genitori, e come prevedibile le viene imposto di non frequentarlo più, con la scusa della maggiore età: lui è maggiorenne e lei no. Allora i due innamorati si sentono vittime ed iniziano a vedersi di nascosto. Un giorno intraprendono una gita in barca a vela all'insaputa del padre di Lisa; però il viaggio finisce con loro che si allontanano troppo e fanno naufragio. Tuttavia si salvano su un'isola deserta, dove si sentono finalmente liberi di inoltrarsi nella natura e amarsi.
Intanto i genitori della minorenne denunciano il ragazzo alla polizia per sequestro di persona a sfondo sessuale. La polizia, anziché calmare i genitori, inizia una grossa retata dispiegando un elicottero e decine di uomini per setacciare i rifugi dell'isola di Ponza. La caccia all'uomo è torbida perché l'innocente ragazzo viene assimilato ad un pericoloso maniaco sessuale e, senza alcun elemento di prova e in modo totalmente illogico, è sospettato persino di essere un terrorista.
Dopo i nascondimenti, i due innamorati vengono acciuffati: Lisa tenta in tutti i modi di difendere Robert dalle accuse. Lui ha un raptus sentendosi braccato, che gli fa tentare una fuga disperata dai poliziotti, guidati da Lo Versi, il commissario: si tuffa in mare ma, quando sembra aver seminato i carabinieri, muore travolto nelle eliche di un battello.

## Produzione
Al provino per il ruolo da protagonista si presentarono sia Ornella Muti sia Stella Carnacina: fu scelta la prima perché aveva gli occhi azzurri, come era previsto nella sceneggiatura per il personaggio di Lisa, ma il regista insistette per attribuire un ruolo importante anche alla seconda.
Il film è stato girato sulle coste del golfo di Gaeta e nelle Isole Ponziane.